# Шувалов, Иван Максимович (старший)
Иван Максимович Шувалов (старший) (1676 — 12 августа 1735) — участник Северной войны, генерал-майор, отец Александра Ивановича и Петра Ивановича Шуваловых, дядя по отцу Ивана Ивановича Шувалова,  комендант Выборга, обер-комендант Выборгской провинции, кавалер ордена Святого Александра Невского, губернатор Архангелогородской губернии.

## Биография
Родился в семье мелопоместных дворян Максима Ивановича Шувалова и Анны Захаровной Ершовской. Был старшим из трех сыновей: Ивана Большого, Егора и Ивана Меньшого. Точная дата рождения неизвестна. В 1691 описывается как «великих государей в службу поспел, а помесным окладом не верстан, а поместья за ним нет негде». Водил знакомство с князем Фёдором Фёдоровичем Щербатовым.  
Начал служебную карьеру в конце XVII веке с чина жильца — низшего в категории «московских чинов». В 1700 году  был «написан в ученье из житья» и «по розбору» генерала А. А. Вейде определен поручиком в солдатский полк полковника Ф. Н. Балка.  Вероятно, участвовал в Нарвской битве. 
В 1701 году генерал-фельдмаршал Б. П. Шереметев произвел Шувалова в капитаны. Он участвовал в сражении при Гуммельсгофе и во взятии Мариенбурга (1702),  Ямбурга (1703), шведской Дерптской флотилии на реке Омовже и Дерпта (1704). Отрывки походного дневника Ивана Максимовича 1702-1703  годов содержат много уникальных сведений о военных буднях тех лет. По именному царскому указу в июле 1704 году  назначен  плац-майором. В начале 1710 год генерал-фельдмаршал, князь А. Д. Меншиков произвел Шувалова в подполковники и перевел в пехотный полк нарвского обер-коменданта К. А. Нарышкина, расквартированный  в Пскове. В 1711 году князь А. Д. Меншиков пожаловал И. М. Шувалова чином полковника. В мае 1713 году первый комендант Выборга бригадир Г.П. Чернышев был отозван в действующую армию и его место вскоре занял И. М. Шувалов. В мае 1714 года Петр I приказал Шувалову осадить крепость Нейшлот — последнее укрепление шведов на юге Финляндии. Крепость была взята 29 июля 1714 года, во-многом благодаря усилиям одного из первых военных инженеров России — В. Д. Корчмина. 
В 1719 году обер-комендант И. М. Шувалов возглавил вновь образованную Выборгскую провинцию. Именным указом Петра Великого от 31 декабря 1720 года Шувалов  был произведен в чин бригадира. В августе 1721 году на русско-шведских мирных переговорах в Ништадте Петр I отправил Ивана Максимовича на Ништадтский конгресс для консультирования российских полномочных послов Я. В. Брюса и А. И. Остермана, как знатока географии Карельского перешейка. При демаркации границы между Россией и Швецией  в 1722 году Шувалов назначен первым комиссаром с российской стороны. 
В 1726 году Екатерина I произвела его в генерал-майоры, а в августе 1727-го Пётр II наградил орденом Святого Александра Невского. В феврале 1730 года принял активное участие в движении «российского шляхетства», когда Верховный тайный совет попытался ограничить  права Анны Иоанновны «кондициями», и предложил представить проекты новой «формы правления». В феврале 1732 года назначается первым губернатором Архангелогородской губернии. Но уже в июле новым губернатором становится князь М. Ю. Щербатов.
22 июля 1732 года императрица указала Шувалову «быть в крепости Святыя Анны для содержания команды и у пограничных дел». Умер 12 августа 1735 года, в  городе Павловске Воронежской губернии.

## Семья
- Отец — Максим Иванович Шувалов (около 1635 - 1689) — костромской помещик,  во втором Крымском походе убит татарами (1689)
- Мать — Прасковья(Анна?) Захаровна Ершовская
- Жена — Татьяна Ермолаевна Нечаева
- Сын — граф Александр Иванович Шувалов (1711–1771) — действительный камергер, сенатор, начальник Канцелярии тайных розыскных дел
- Сын — граф Пётр Иванович Шувалов (1711–1762) — камергер, сенатор